# متلازمة برونر
متلازمة برونر (بالإنجليزية: Brunner syndrome)‏ هو مرض وراثي نادر نتيجة طفرة في جين أكسيداز أحادي الأمين (أ)، يتسم هذا المرض بانخفاض معدل الذكاء (عادةً بنسبة 85)، وبمشكلة السلوك المتهور (مثل الحرق وفرط الرغبة الجنسية والعنف)، واضطرابات النوم والتقلبات المزاجية.
في عام 1993 تم التعرف على المرض في أربعة عشر من الذكور من عائلة واحدة، وتم اكتشافه بعد ذلك في عائلتين إضافيتين.

## الأسباب
سبب متلازمة برونر هو نقص هرمون أوكسيديز (أ) الذي يعمل على أكسدة أحاديات الأمين مما يؤدي إلى وجود فائض من أحاديات الأمين في الدماغ مثل السيروتونين والدوبامين والنورابنفرين (النورادرينالين).
تقع هذه الطفرة المسببة للمرض في الاكسون الثامن من جين أكسيداز أحادي الأمين (أ) في كل من الفئران والبشر، مما أدى إلى اختلال الجين وبالتالي تعطل الدور الرئيسي للهرمون وتحطم الأمينات الأحادية، ومن ثم تراكم أحاديات الأمين في الدماغ.
تُظهر الفئران التي تفتقر إلى أكسيداز أحادي الأمين (أ) الطبيعي مستويات أعلى في العدوانية بالمقارنة مع الفئران السليمة.

## التاريخ
قد وصف اتش جي متلازمة برونر في عام 1993 من خلال اكتشاف خلل جيني معين في الذكور من عائلة هولندية كبيرة، ووجدوا أن جميع أعضاء الأسرة من الذكور يظهر لديهم هذا الخلل عند الغضب أو الخوف أو الإحباط، تم العثور على هذا الخلل المكتشف لاحقاً على أنه طفرة في الجين الذي يرمز لأوكسيديزأحادي الأمين (أ).
وقال برونر أن "نقص جين أحادي أكسيداز الأمين (أ) يرتبط بالنمط الظاهري السلوكي الذي يشمل الانزعاج من العدوان المتهور"

## المجتمع والثقافة
وقد استخدمت نتائج برونر بالقول بأن الوراثة، بدلا من عمليات صنع القرار، يمكن أن تسبب النشاط الإجرامي. الدليل المؤيد للدفاع الجيني ينبع من كل نتائج برونر وسلسلة من الدراسات التي أجريت على الفئران.
لإثبات العلاقة بين نقص هذا الجين والعدوان في المحاكم، وغالبا ما يحتج فيها أن الأفراد لا يمكن أن يكونوا مسؤولين عن جيناتهم، ونتيجة لذلك، لا ينبغي أن يكونوا مسؤولين عن التصرفات والإجراءات الناتجة.